# Krobia (plaats)
Krobia is een stad in het Poolse woiwodschap Groot-Polen, gelegen in de powiat Gostyński. De oppervlakte bedraagt 7,05 km², het inwonertal 3987 (2005).

## Verkeer en vervoer
- Station Krobia
- Station Krobia Miasto